# Ancilosaures
|  | Per a altres significats, vegeu «Ancilosaure». |

Els ancilosaures (Ankylosauria), de vegades coneguts com a anquilosaures, són un grup de dinosaures herbívors de l'ordre dels ornitisquis. Inclouen la majoria de dinosaures amb cuirassa en forma d'osteodermes ossis. Els ancilosaures eren quadrúpedes voluminosos, amb unes potes curtes i poderoses. Van aparèixer al Juràssic inferior i van perdurar fins al final de període Cretaci. S'han trobat a tots els continents excepte a l'Àfrica. El primer dinosaure descobert a l'Antàrtida fou un aquilosaure, l'Antarctopelta, els fòssils del qual es van recuperar de l'Illa Ross l'any 1986.

## Taxonomia
A continuació es mostra una versió simplificada d'una possible classificació:
- Ordre Ornithischia (dinosaures amb "pelvis d'ocell")
  - Subordre Thyreophora (herbívors armats)
    - Infraordre Ankylosauria 
      - Família Scelidosauridae
        - Scelidosaurus
        - Bienosaurus

      - Minmi
      - Antarctopelta
      - Família Nodosauridae
      - Família Ankylosauridae
        - ?Subfamília Polacanthinae
        - Subfamília Ankylosaurinae